# Менетреоль-сюр-Содр
Менетрео́ль-сюр-Содр (фр. Ménétréol-sur-Sauldre) — коммуна во Франции, находится в регионе Центр. Департамент — Шер. Входит в состав кантона Обиньи-сюр-Нер. Округ коммуны — Вьерзон.
Код INSEE коммуны — 18147.

## География
Коммуна расположена приблизительно в 160 км к югу от Парижа, в 60 км юго-восточнее Орлеана, в 45 км к северу от Буржа.
По территории коммуны протекают реки Малый Содр и Рер.

## Население
Население коммуны на 2008 год составляло 252 человека.
| 1962 | 1968 | 1975 | 1982 | 1990 | 1999 | 2008 |
| ---- | ---- | ---- | ---- | ---- | ---- | ---- |
| 230  | 256  | 250  | 223  | 229  | 271  | 252  |

## Экономика
В 2007 году среди 163 человек в трудоспособном возрасте (15-64 лет) 121 были экономически активными, 42 — неактивными (показатель активности — 74,2 %, в 1999 году было 67,7 %). Из 121 активных работали 110 человек (67 мужчин и 43 женщины), безработных было 11 (3 мужчин и 8 женщин). Среди 42 неактивных 11 человек были учениками или студентами, 15 — пенсионерами, 16 были неактивными по другим причинам.

## Достопримечательности
- Церковь Сен-Мартен (XIX век)
  - Скульптурная группа «Мария Магдалина дарующая» (XVI век). Высота — 112 см. Исторический памятник с 1951 года[3]
  - Скульптурная группа «Св. Марта» (XVI век). Высота — 116 см. Исторический памятник с 1951 года[4]
- Замок Фей (XIII век)

## Фотогалерея

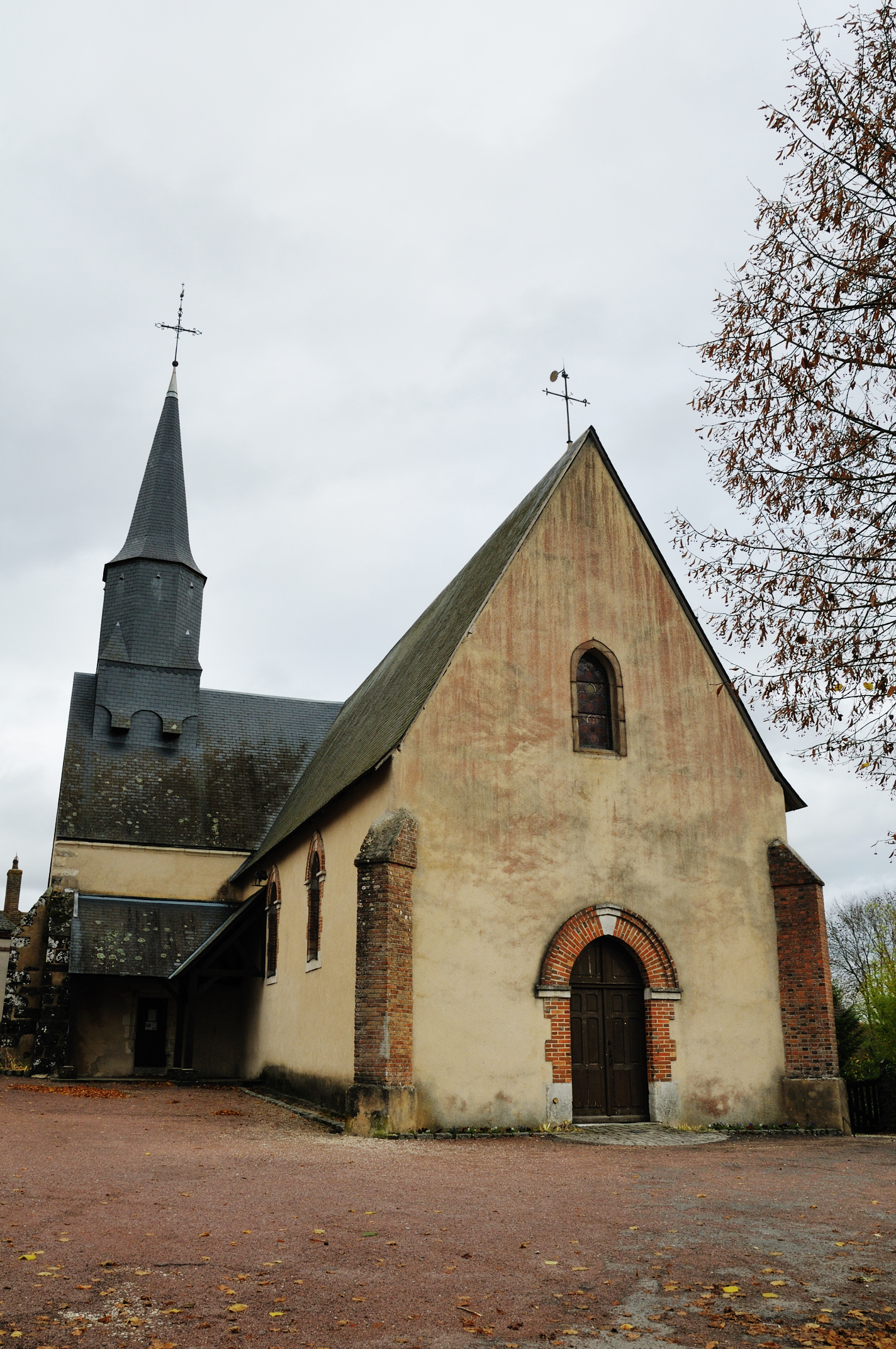
Церковь Сен-Мартен
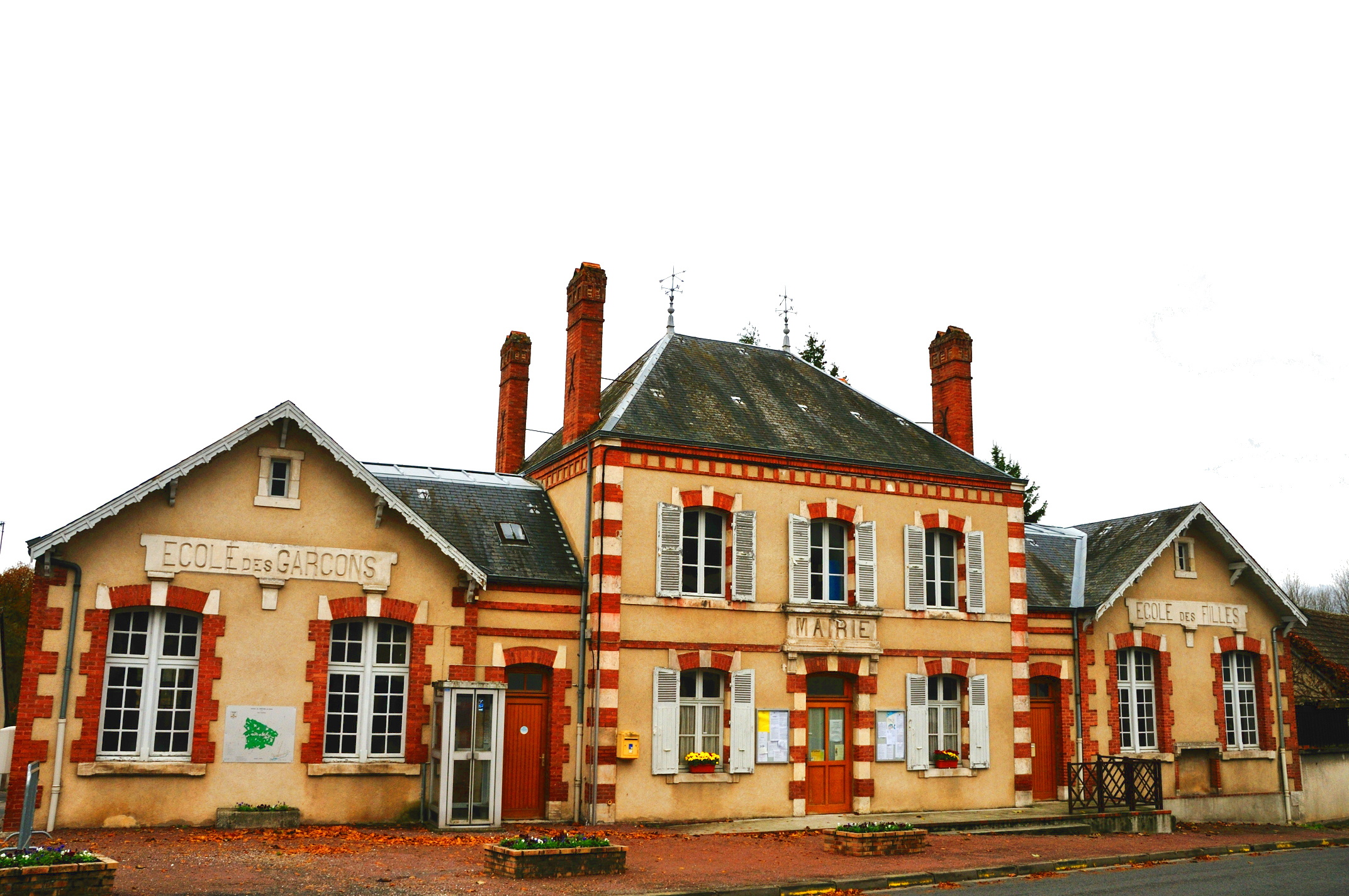
Мэрия-школа
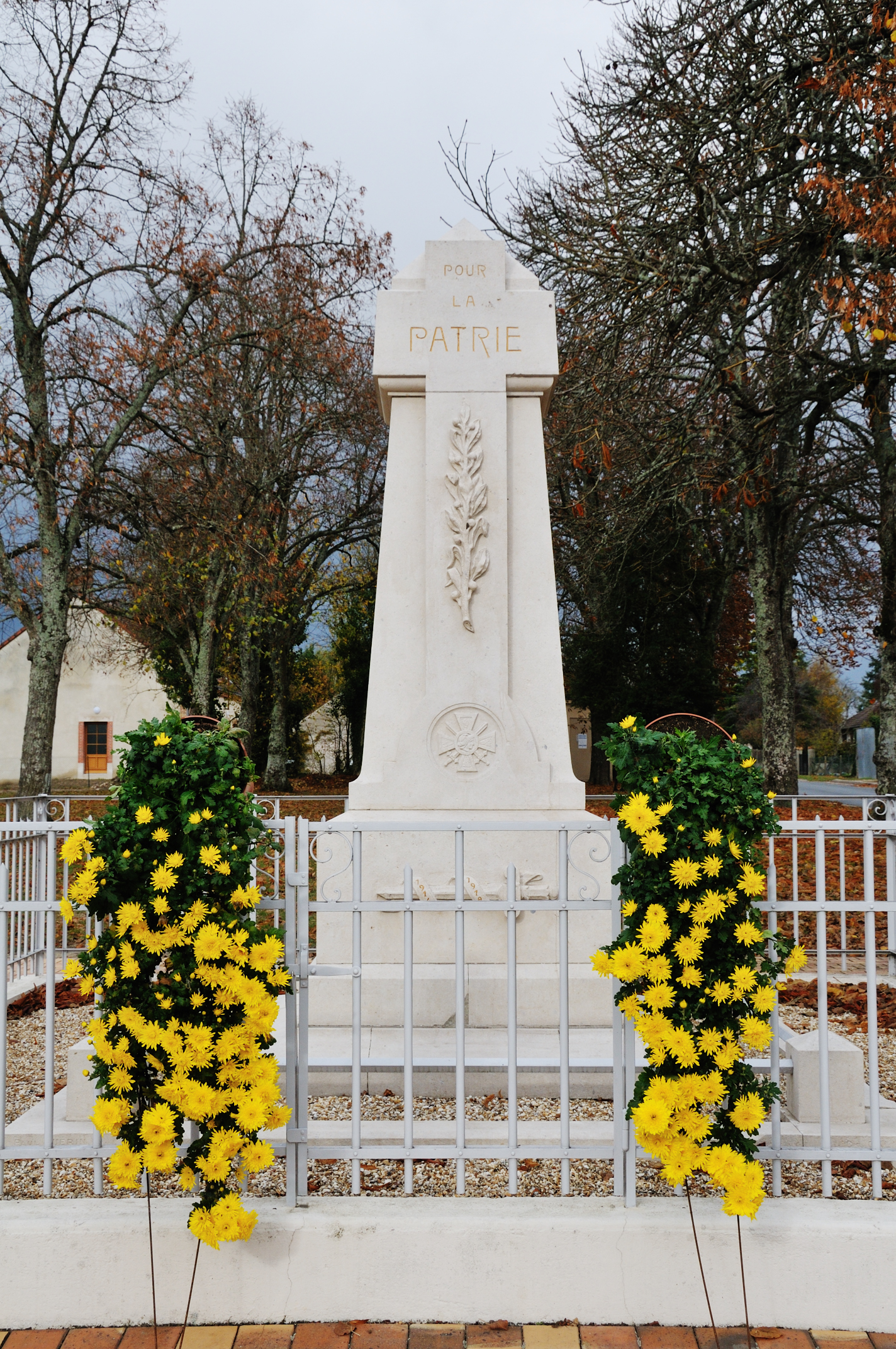
Военный мемориал
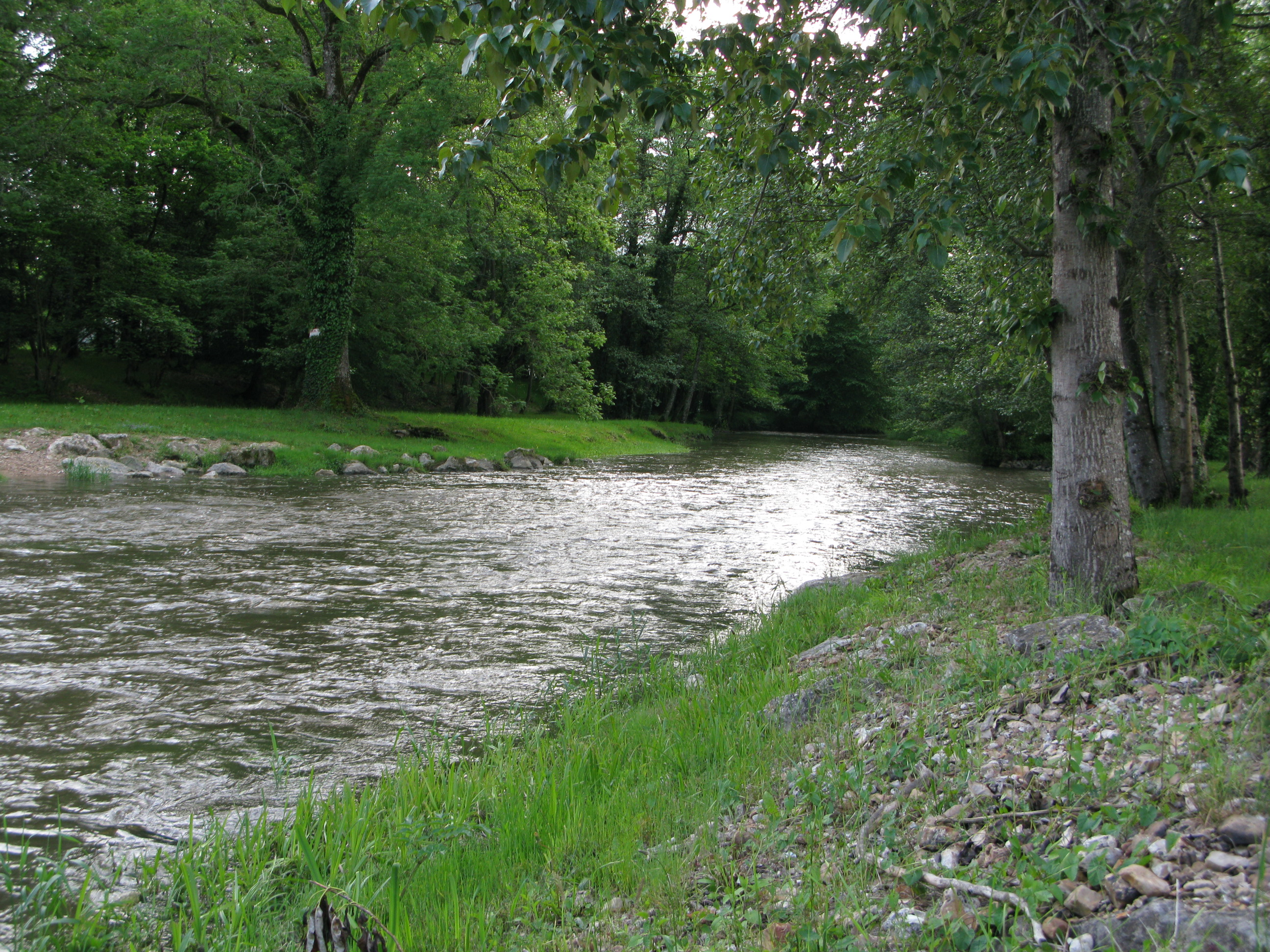
Река Малый Содр
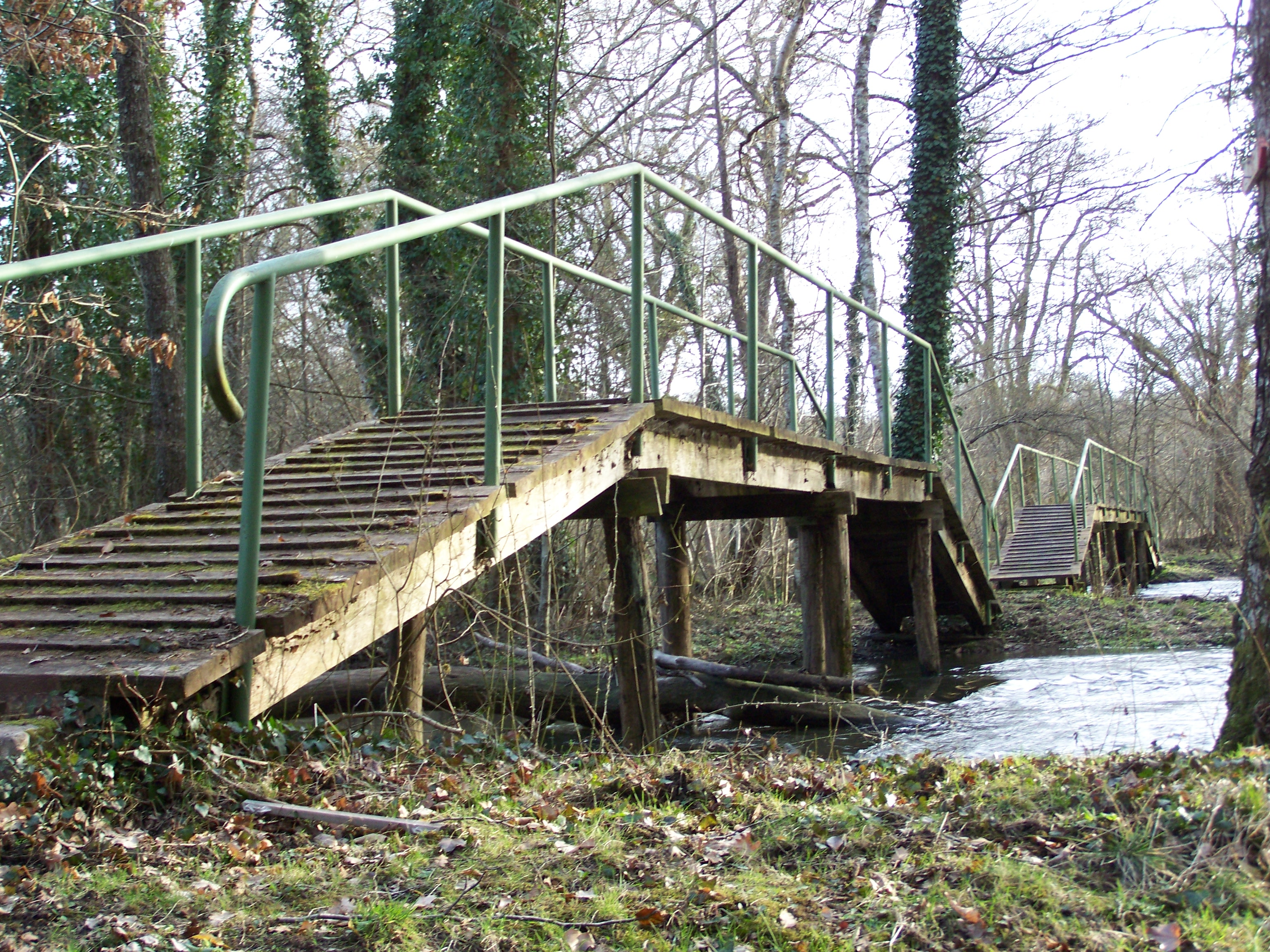
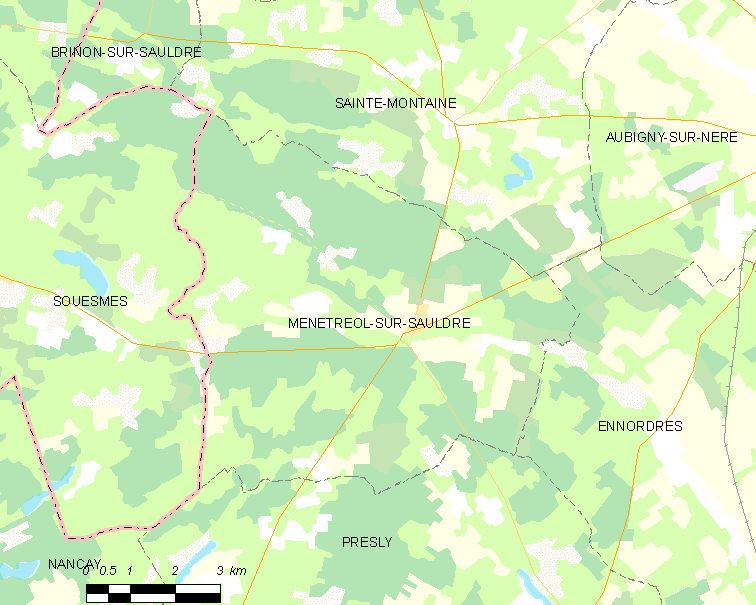
Карта коммуны